# دوبریتسا
دوبریتسا (به صربی: Dobrica) یک منطقهٔ مسکونی در صربستان است که در Alibunar Municipality واقع شده‌است. دوبریتسا ۱٬۳۴۴ نفر جمعیت دارد و ۵۷ متر بالاتر از سطح دریا واقع شده‌است.